# Raised Fist
I Raised Fist sono un gruppo hardcore punk svedese formatosi nel 1993. Il loro primo album dal titolo Fuel uscì per la Burning Heart Records nel 1998.

## Formazione
- Marco Eronen – chitarra
- Alexander "Alle" Hagman – voce
- Daniel Holmgren – chitarra
- Andreas "Josse" Johansson – basso
- Matte Modin – batteria

## Discografia

### Album
- 1998 – Fuel
- 2000 – Ignoring the Guidelines
- 2001 – Watch Your Step
- 2002 – Dedication
- 2006 – Sound of the Republic
- 2009 – Veil of Ignorance
- 2015 – From the North

### EP

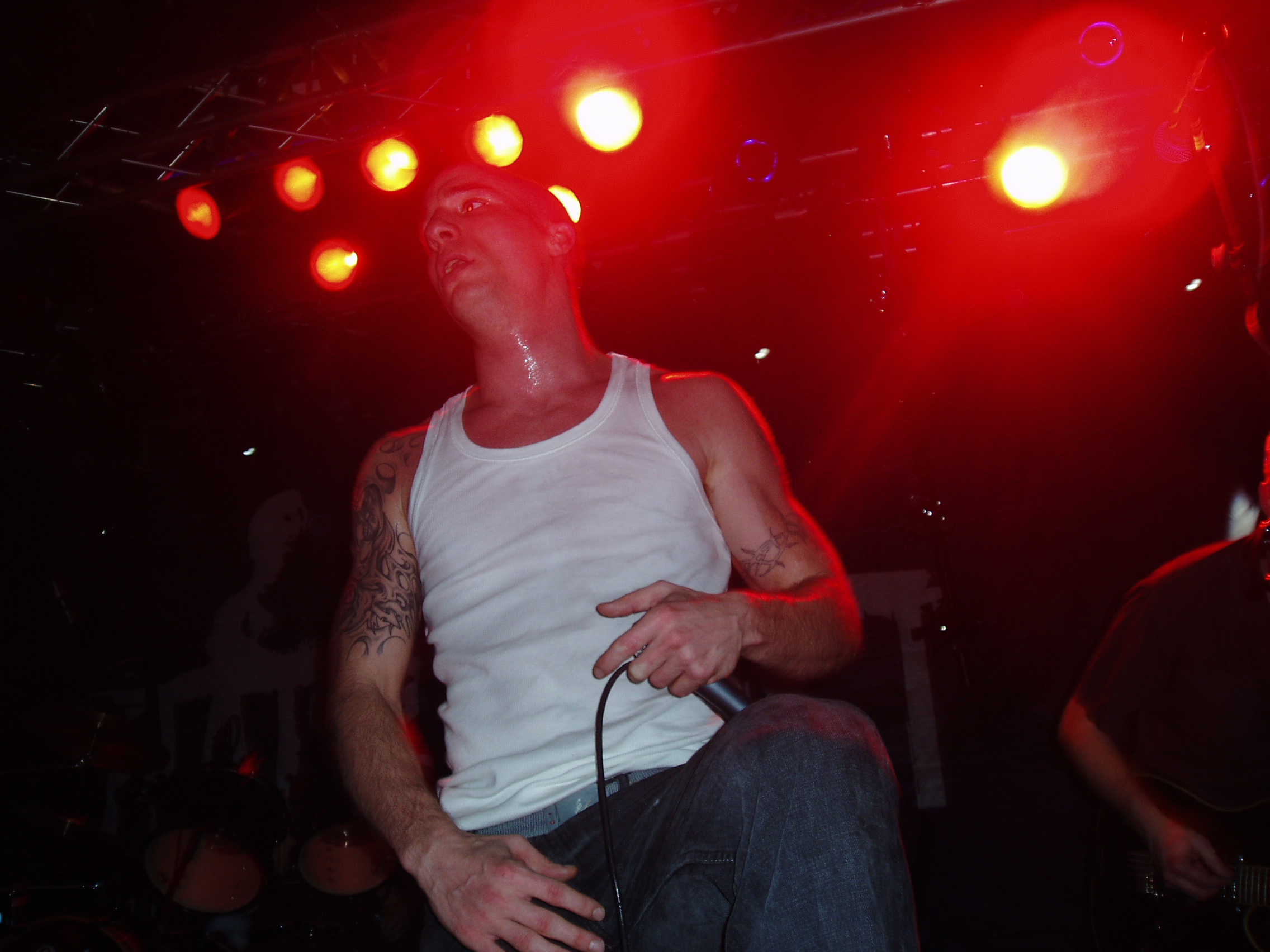
Il cantante Alexander Hangman

- 1994 – You're Not Like Me
- 1996 – Stronger than Ever